# Napoléon d’or

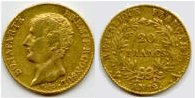
Avers und Revers eines
20-Francs-Napoleondors mit dem Konterfei von Napoleon Bonaparte

Der Napoléon d’or (zu deutsch: Napoleon aus Gold), auch Napoleondor genannt, ist eine historische französische Goldmünze.

## Geschichte
Der Vorgänger des Napoléon d’or war der Louis d’or. Der Napoléon d’or wurde unter Napoleon I. ab 1803 geprägt, ab 1853 unter Napoleon III. Diese späteren Münzen gehörten zu den wichtigen Münznominalen der Lateinischen Münzunion. Die von Napoleon herausgegebenen 20-Francs-Goldmünzen waren bis 1914, also über ein ganzes Jahrhundert lang, in Gebrauch. Im Schweizer Kanton Glarus wurde Ende der 1940er Jahre noch mit Napoléon d’or gerechnet.

## Wert
Der Napoléon d’or hatte einen Wert von 20 beziehungsweise 40 Francs. Der Durchmesser der 20-Francs-Münze beträgt ca. 21,00 mm. Die Gewichtsvorgabe liegt bei 6,45161 g. Der Goldanteil soll 9/10 betragen.

## Name
20-Francs-Münzen wurden früher im Allgemeinen Napoleondor (französisch: napoléons) genannt, mitunter auch Louisdor (französisch: louis). Auch neuere französischen Goldstücke im Wert von 20 Francs firmieren unter dieser Bezeichnung. Ferner prägten andere Länder (Belgien, Italien, Schweiz, Griechenland) unter dem Namen Goldmünzen, die gleichwertig zum Napoléon d’or waren.

## Prägungen
Das Motiv auf der Münze war immer der jeweiligen Staatsform angepasst, wobei der Name unverändert blieb.
| 1809 Napoleon I.          | |
| Vorderseite               | NAPOLEON - EMPEREUR Kopf von Napoleon I. mit Lorbeerkranz nach links. Unten Signatur des Medailleurs Pierre-Joseph Tiolier. Im Halsanschnitt die Signatur DROZ F.        |
| Rückseite                 | EMPIRE FRANÇAIS, 1809 Im Feld ein Lorbeerkranz mit der Wertangabe 20 FRANCS im Kranz. Unten Hahn als Zeichen des Münzdirektors sowie das Münzstättenzeichen A.           |
| Rand                      | DIEU PROTEGE LA FRANCE |
| 1814 – 1824 Ludwig XVIII. | |
| Vorderseite               | LOUIS XVIII - ROI DE FRANCE Kopf von Ludwig XVIII. nach rechts. Unten Signatur des Medailleurs Pierre-Joseph Tiolier. Im Halsanschnitt die Signatur DROZ F.              |
| Rückseite                 | PIECE DE 20 FRANCS Im Feld das Königsemblem mit drei Fleurs-de-lys (stilisierten Lilien). Unten 1815, Hahn als Zeichen des Münzdirektors sowie das Münzstättenzeichen A. |
| Rand                      | DOMINE SALVUM FAC REGEM |